# Amblyseius stramenti
Amblyseius stramenti är en spindeldjursart som beskrevs av Wolfgang Karg 1965. Amblyseius stramenti ingår i släktet Amblyseius och familjen Phytoseiidae. Inga underarter finns listade i Catalogue of Life.